# فردریش وورر
فردریش وورر (آلمانی: Friedrich Wührer؛ ‏ ۲۹ ژوئن ۱۹۰۰ – ۲۷ دسامبر ۱۹۷۵) نوازنده پیانو، و استاد دانشگاه اتریشی-آلمانی بود.
او یکی از دوستان و مشوقان فرانتس اشمیت بود و آثار او را بازخوانی و ویرایش می‌کرد. او همچنین یکی از پیشکسوتان دومین مکتب موسیقی وین بود. با این حال، آثار ضبط‌شدهٔ او متمرکز بر ادبیات رومانتیک آلمانی و همچنین موسیقی فرانتس شوبرت بود.
فردریش وورر از پایه‌گذاران «جامعهٔ بین‌المللی موسیقی معاصر» (ISCM) در وین بود که کارش گسترش و ارتقا موسیقی کلاسیک معاصر است. وی همچنین رابطه نزدیکی با هانس پفیتسنر، ماکس رگر و آرنولد شونبرگ داشت و آثار گوناگونی از بلا بارتوک، ایگور استراوینسکی، سرگئی پروکفیف و پل هیندمیت را اجرا کرد.
او بعدها یکی از داوران دومین دورهٔ «رقابت‌های بین‌المللی پیانونوازی ون کلایبرن» شد که در آن سال، جایزهٔ نخست را به رادو لوپو اهدا کرد و نیز یکی از اعضای کمیتهٔ داوری پیانو در «رقابت‌های بین‌المللی موسیقی ملکه الیزابت» در سال ۱۹۶۸ میلادی بود.
فردریش وورر مدتی نیز استاد موسیقی در موتسارتیوم دانشگاه زالتسبورگ بود و دوره‌های پیشرفته موسیقی را در شهرهای مانهایم، کیل، مونیخ و زالتسبورگ تدریس می‌کرد.